# Bulbophyllum dickasonii
Bulbophyllum dickasonii  (лат.) — вид однодольных растений рода Бульбофиллюм (Bulbophyllum) семейства Орхидные (Orchidaceae). Впервые описан датским ботаником Гуннаром Сейденфаденом в 1979 году.

## Распространение, описание
Встречается от штата Манипур (Индия) до севера Мьянмы, а также в провинции Юньнань (Китайская Народная Республика). Растёт на высоте 1100—1200 м.
Эпифитное растение; стебель с псевдобульбой. Теплолюбиво.

## Систематика
Синонимичное название — Tripudianthes dickasonii (Seidenf.) Szlach. & Kras.
Может быть схож с Bulbophyllum guttifilium.